# Bundesstraße 475
Die Bundesstraße 475 (Abkürzung: B 475) ist eine deutsche Bundesstraße in Nordrhein-Westfalen. Sie verbindet das Münsterland und Tecklenburger Land mit der Soester Börde.

## Geschichte/Weiteres
Die Landstraße zwischen Rheine und Elte wurde im Jahre 1894 erbaut. Die Bundesstraße 475 zwischen Glandorf und Soest wurde 1965 eingerichtet, um das Netz der Bundesstraßen zu verbessern. 1968 wurde die Bundesstraße 475 von Glandorf aus in nördliche Richtung bis Rheine verlängert. Ab 2015 endet die Bundesstraße nicht mehr in Rheine, sondern in Emsdetten. Auch wurde die Trasse zwischen Lippetal-Lippborg und Beckum auf einen gemeinsamen Verlauf mit der A 2 verlegt. Um das Soester Stadtgebiet führt die Bundesstraße auf einer Neubautrasse.
Im Verlauf zwischen Warendorf und Emsdetten stehen zahlreiche festinstallierte Geschwindigkeitsüberwachungsgeräte, da die hier sehr breite und mit einem Standstreifen versehene, aber dennoch nur zweispurige B 475 zu schnellem Fahren verleitet.

## B 475n
Die B 475n ist eine geplante Ergänzungsstrecke der B 475. Sie soll aus zwei Teilen bestehen, wobei der eine nördlich an Saerbeck vorbeiläuft, während der andere zwischen Ennigerloh und Neubeckum die Straßenführung der B 475 über zwei Kreuzungen umgehen soll. Letztere Strecke ist aufgrund der Trassenführung durch ein Naturschutzgebiet umstritten.